# Himmel över Berlin
Himmel över Berlin (tyska: Der Himmel über Berlin) är en västtysk dramafilm från 1987 i regi av Wim Wenders. I huvudrollerna ses Bruno Ganz, Solveig Dommartin, Otto Sander, Curt Bois och Peter Falk.

## Handling
Filmen utspelar sig i Västberlin i slutet av 1980-talet. Två änglar strövar genom staden och iakttar och lyssnar till människornas tankar, utan att själva synas eller höras. De kan inte interagera fysiskt med människornas värld, men de har en förmåga att vid behov ge tröst och ingjuta hopp. De har alltid varit i Berlin, de var där innan det fanns någon stad, innan det ens fanns människor.
Filmen ramas in av en dikt, Lied vom Kindsein, skriven av Peter Handke för filmen. Det oförstörda barnasinnet lyfts i filmen fram som idealtillstånd. Barn är de enda som faktiskt kan se änglarna.
Under filmens gång stöter de på Peter Falk, i rollen som sig själv, på besök i Berlin för en film- eller tv-inspelning. Det framkommer att Peter Falk tidigare varit en ängel precis som Damiel, men avsagt sig existensen som odödlig åskådare för att istället få bli dödlig och kunna delta på riktigt i det mänskliga livet.
En av änglarna, Damiel (Bruno Ganz), förälskar sig i en cirkusartist, Marion (Solveig Dommartin). Så småningom väljer också Damiel att bli en människa, som kan interagera med världen och till slut förenas han med Marion, kvinnan som han åtrått. Samtidigt måste han lämna, Cassiel, änglavännen sedan så många år, i ensamhet.

## Om filmen
Filmen växlar mellan färg och svartvitt. Avsnitten i färg visar världen som människorna ser den, medan de monokroma avsnitten skildrar verkligheten i änglarnas ögon. För musiken i filmen svarar Jürgen Kneiper.
Wim Wenders fortsatte berättelsen i uppföljaren Fjärran, så nära! från 1993.
År 1998 gjordes också en amerikansk nyinspelning av Himmel över Berlin – Änglarnas stad, förlagd till Los Angeles, med Meg Ryan och Nicolas Cage i huvudrollerna.
För musiken i nyinspelningen svarar Nick Cave and the Bad Seeds, Laurie Anderson, Crime & the City Solution med flera. Filmen innehåller också scener från två konserter, med Crime & the City Solution respektive Nick Cave and the Bad Seeds.
Himmel över Berlin har visats i SVT flera gånger, bland annat 1991, 2008, 2010 och i mars och november 2019.

## Rollista i urval
- Bruno Ganz – Damiel
- Solveig Dommartin – Marion
- Otto Sander – Cassiel
- Curt Bois – Homer
- Peter Falk – Peter Falk

## Utmärkelser
Himmel över Berlin fick bland annat pris för bästa regi vid Cannesfestivalen 1987.